# Maytag 32/35 HP

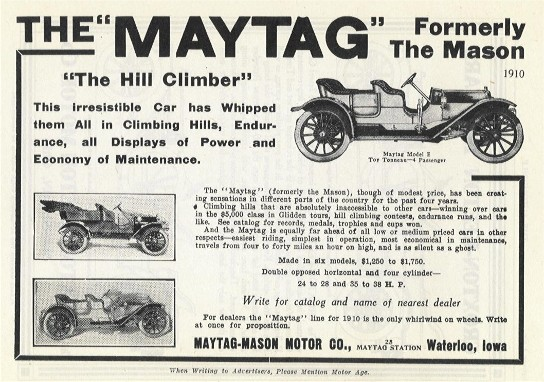
Anzeige des Herstellers von 1910. Abgebildet sind Mason 24 HP und Maytag 32/35 HP.

Der Maytag 32/35 HP ist ein Personenkraftwagen. Hersteller war die Maytag-Mason Motor Car Company aus den USA. Maytag war die Nachfolgemarke von Mason und existierte nur von 1910 bis 1911.

## Beschreibung
Dieses Modell war das einzige des Modelljahrs 1910. Es hat einen Vierzylindermotor mit Wasserkühlung. 4,125 Zoll (104,775 mm) Bohrung und 5,25 Zoll (133,35 mm) Hub ergeben 4599 cm³ Hubraum. Die Motorleistung liegt bei 32 bis 35 PS.
Das Fahrgestell hat 2896 mm Radstand. Einzige Karosseriebauform war ein Tourenwagen mit fünf Sitzen. Sein Neupreis betrug 1800 US-Dollar. Das Leergewicht ist mit 1021 kg angegeben.
1910 verkaufte Maytag 427 Fahrzeuge dieses Typs. Nachfolger wurde der Maytag 35 HP.